# Tigers de Clemson (football américain)
Pour le club omnisports, voir Tigers de Clemson.
Stade
Maillots
Champion 1981, 2016, 2018
Saison en cours
Le programme de football américain des Tigers de Clemson représente l'université de Clemson située à Clemson en Caroline du Sud au sein de la NCAA Division I Football Bowl Subdivision (FBS) en tant que membre de l'Atlantic Coast Conference (ACC).
Il joue ses matchs à domicile au Memorial Stadium situé sur son campus. Le surnom du stade « Death Valley », a été inventé en 1948 par l'entraîneur principal de Presbyterian College, Lonnie McMillan, après les échecs répétés de ses équipes à Clemson.
Au cours des dernières années, les Tigers ont été classés parmi les meilleures équipes universitaires du pays,,.
Clemson a été finaliste du College Football Playoff en 2015, 2016, 2018,et 2019, remportant les titres en 2016 et 2018 en battant à chaque fois le Crimson Tide de l'Alabama,.
Les Tigers ont terminé six saisons invaincus (dont une saison parfaite avec 15 victoires sans défaite), participé à six College Football Playoff consécutifs de 2015 à 2021 et remporté 27 titres de conférence (dont 8 depuis la saison 2011). Les Tigers sont un des membres fondateurs de l'ACC dont ils ont remporté 21 titres de conférence dont six consécutifs (2015-2020), meilleurs bilans de tous les membres de la conférence. Au terme de la saison 2023, Clemson a terminé à 35 reprises dans le Top-25 final de l'ère moderne et a 59 reprises dans le Top 25 final de l'Associated Press depuis la saison 1939.
Le programme a produit plus de 100 joueurs All-American, 17 Academic All-Americans et plus de 250 ont eu une carrière professionnelle dans la National Football League (NFL),.
Huit (8) de ses membres ont été intronisés au College Football Hall of Fame soit les joueurs Banks McFadden (en), Terry Kinard (en), Jeff Davis (en), et C. J. Spiller et les entraîneurs John Heisman, Jess Neely (en), Frank Howard (en), et Danny Ford (en).

## Histoire
Constamment classée parmi l'élite des programmes universitaires de football américain des États-Unis, l'équipe est connue pour son histoire riche, son casque et ses couleurs distinctifs, ses chansons combatives, ainsi que pour ses nombreuses traditions universitaires,,.
Le programme dispute ses matchs à domicile au Memorial Stadium, stade de 80 301 places inauguré le 19 septembre 1942 et dont le record d'affluence culmine à 86 092 spectateurs (en 1999. le stade est surnommé le « Death Valley » après qu'un entraîneur principal du Presbyterian College lui donne ce surnom en 1948 en raison des nombreuses défaites y subies par son équipe. Actuellement, c'est le 15e plus grand stade de football américain universitaire.
Les Tigers ont remporté trois titres nationaux en football américain (1981, 2016 et 2018), 21 titres de conférence et trois titres de division « Atlantic » de l'ACC (depuis 2005). Ils ont participé à cinq  fois de suite au College Football Playoff et 6 saisons invaincues. 
Ils ont produit plus de 250 joueurs professionnels en NFL et sept au prestigieux College Football Hall of Fame. Ils ont également remporté 25 bowls sur les 46 disputés et ont été classés à 31 reprises dans le Top 25 en fin de saison,.
La série de Clemson avec neuf saisons consécutives à dix victoires minimum sur la saison se classe au deuxième rang des séries actives derrière celle d'Alabama,.
Les Tigers peuvent actuellement se targuer d'avoir réalisé seize saisons avec au moins dix victoires et dix d'entre elles avec onze ou douze victoires en toute fin de saison.
Avec un total de 25 titres de conférence, Clemson, un des membres fondateurs de l'ACC, a décroché 19 titres de l'ACC (record de l'ACC). C'est l'équipe de l'ACC qui détient le plus de titre de conférence, ses cinq derniers consécutifs (de 2015 à 2019), et le dernier remporté 62 à 17 contre les Cavaliers de la Virginie au terme d'une saison régulière sans défaite (12-0).
Parmi ses huit saisons régulières sans défaite, Clemson a terminé sa troisième saison parfaite avec une victoire contre les Cornhuskers du Nebraska lors de Orange Bowl 1982, et perd le College Football Championship Game 2016 (bilan de 14-1 en 2015). La saison suivante, le 9 janvier 2016 à Tampa, Clemson remporte le titre national en battant 35-31 les no 1 d'Alabama, revanche de la finale 2015. Le 8 janvier 2019 à Santa Clara, ils battent à nouveau la même équipe 44 à 16 lors de la finale de la saison 2018.
Clemson a terminé 34 fois dans le classement final du Top 25 de l'ère moderne et a terminé 59 fois dans les sondages AP ou Coaches depuis 1939.
Le logo représentant l'empreinte d'une patte de tigre est dévoilé lors d'une conférence de presse du 21 juillet 1970. Il a été créé par John Antonio (en) et développé par Helen Weaver de la société Henderson Advertising de Greenville sur base d'un moule d'une empreinte d'un tigre du Bengale du Musée Field de Chicago,,. Le « crochet » inséré au bas de la patte est le signe qu'il s'agit de la marque déposée officielle de l'université.

## Descriptif du programme en début de saison 2025
- Couleurs :   (orange et mauve)[19]
- Surnom : Tigers
- Dirigeants :
  - Directeur sportif : Dan Radakovich (en)
  - Entraîneur principal : Dabo Swinney, 18e saison, 180–47 (79,8 %)
- Stade :
  - Nom : Memorial Stadium
  - Capacité : 80301
  - Surface de jeu : gazon naturel
  - Lieu :  Clemson, Caroline du Sud
- Conférence :
  - Actuelle : Atlantic Coast Conference (depuis 1953-2023)
  - Anciennes :
    - Southern Intercollegiate Athletic Association (en) (SIAA) (1896–1921)
    - Southern Conference (SC) (1921–1952)
- Division : « Atlantic Division » de l'ACC (2005-2023)
- Internet :
  - Nom site Web : clemsontigers.com
  - URL : https://clemsontigers.com/sports/football/
- Bilan des matchs :
  - Victoires : 804 (62,5%)
  - Défaites : 473
  - Nuls : 44
- Bilan des Bowls :
  - Victoires : 27 (54%)
  - Défaites : 23
  - Nul : 1
- College Football Playoff :
  - Apparitions : 7 (2015, 2016, 2017, 2018, 2019, 2020, 2024)
  - Bilan : 6–5 (54,5 %)
  - Apparitions en College Football Championship Game : 1 (1981)
- Titres :
  - Titres nationaux : 3 (1981, 2016, 2018)
  - Titres de conférence : 28 (4 en SIAA, 2 en SoCon, 22 en ACC)
  - Titres de division Atlantic de l'ACC : 9 (2009, 2011, 2012, 2015, 2016, 2017, 2018, 2019, 2022)
- Joueurs :
  - Vainqueurs du Trophée Heisman : -
  - Sélectionnés All-American : 31 (par consensus)
- Hymne : Tiger Rag
- Mascotte : The Tiger
- Fanfare : The Tiger Band
- Rivalités :
  - Actuelles :
    - Caroline du Sud (en)
    - Florida State (en)
    - Georgia Tech (en)

  - Anciennes :
    - Georgia (en)
    - North Carolina State (Textile Bowl) (en)
    - Boston College (O'Rourke–McFadden Trophy) (en)
    - Auburn (en)
    - Alabama (en)

## Palmarès
Fin de saison 2024, Clemson avait joué officiellement 1 321 matchs dont 804 victoires pour 473 défaites et 44 nuls (moyenne de 62,5 %).

### Champion national
Clemson a remporté trois titres nationaux.
| Saison                    | Entraîneur      | Agences de sondage                          | Bilan | Evènement                               | Finaliste                 | Résultat |
| ------------------------- | --------------- | ------------------------------------------- | ----- | --------------------------------------- | ------------------------- | -------- |
| 1981                      | Danny Ford (en) | AP, UPI/Coaches' Poll†                      | 12–0  | Orange Bowl 1982                        | Cornhuskers du Nebraska   | G, 22–15 |
| 2016                      | Dabo Swinney    | College Football Playoff, AP, Coaches' Poll | 14–1  | College Football Championship Game 2017 | Crimson Tide de l'Alabama | G, 35–31 |
| 2018                      | Dabo Swinney    | College Football Playoff, AP, Coaches' Poll | 15–0  | College Football Championship Game 2019 | Crimson Tide de l'Alabama | G, 44–16 |
| Bilan :3 titres nationaux |                 |                                             |       |                                         |                           |          |

« † » D'autres organisme de sondage ont également désigné Clemson comme les champions nationaux : Berryman, Billingsley, DeVold, FACT, FB News, Football Research, FW, Helms, Litkenhous, Matthews, National Championship Foundation, NFF, New York Times, Poling, Sagarin, et Sporting News

### Participations auCollege Football Playoff
| Saison                                 | N°    | Niveau            | Adversaire                        | Événement                               | Résultat |
| -------------------------------------- | ----- | ----------------- | --------------------------------- | --------------------------------------- | -------- |
| 2015                                   | no 1  | Demi-finale       | no 4 Sooners de l'Oklahoma        | Orange Bowl 2015                        | G, 37–17 |
| 2015                                   | no 1  | Finale            | no 2 Crimson Tide de l'Alabama    | College Football Championship Game 2016 | P, 45–40 |
| 2016                                   | no 2  | Demi-finale       | no 3 Buckeyes d'Ohio State        | Fiesta Bowl 2016                        | G, 31–0  |
| 2016                                   | no 2  | Finale            | no 1 Crimson Tide de l'Alabama    | College Football Championship Game 2017 | G, 35–31 |
| 2017                                   | no 1  | Demi-finale       | no 4 Crimson Tide de l'Alabama    | Sugar Bowl 2018                         | P, 24–06 |
| 2018                                   | no 2  | Demi-finale       | no 3 Fighting Irish de Notre Dame | Cotton Bowl Classic 2018                | G 30–03  |
| 2018                                   | no 2  | Finale            | no 1 Crimson Tide de l'Alabama    | College Football Championship Game 2019 | G, 44–16 |
| 2019                                   | no 3  | Demi-finale       | no 2 Buckeyes d'Ohio State        | Fiesta Bowl 2019                        | G, 29–23 |
| 2019                                   | no 3  | Finale            | no 1 Tigers de LSU                | College Football Championship Game 2020 | P, 42–25 |
| 2020                                   | no 2  | Demi-finale       | no 3 Buckeyes d'Ohio State        | Sugar Bowl 2021                         | P, 49–26 |
| 2024                                   | no 12 | Tour préliminaire | no 3 Longhorns du Texas           | Premier tour du CFP 2024                | P, 24–38 |
| Bilan au CFP : 6 victoires, 5 défaites |       |                   |                                   |                                         |          |

### Saisons sans défaite
Depuis ses débuts en 1896, Clemson a terminé six saisons sans défaite.
| Saison | Entraîneur   | Bilan             |
| ------ | ------------ | ----------------- |
| 1900   | John Heisman | 6–0               |
| 1906   | Bob Williams | 4-0 (plus 3 nuls) |
| 1948   | Frank Howard | 11–0              |
| 1950   | Frank Howard | 9–0 (plus 1 nul)  |
| 1981   | Danny Ford   | 12–0              |
| 2018   | Dabo Swinney | 15–0              |

### Titres de conférence
Clemson a remporté le titre de la conférence Southern Intercollegiate Athletic Association (en) en 1900 et 1902 (elle a partagé le titre en 1903 et en 1906) et le titre de la Southern Conference en 1940 et 1948. Depuis 1956, ils ont remporté 22 titres de l'Atlantic Coast Conference.
| Saison | Entraîneur   | Conférence                                         | Bilan global | Bilan matchs de conf. |
| ------ | ------------ | -------------------------------------------------- | ------------ | --------------------- |
| 1900   | John Heisman | Southern Intercollegiate Athletic Association (en) | 6–0          | 4–0                   |
| 1902   | John Heisman | Southern Intercollegiate Athletic Association (en) | 6–1          | 6–0                   |
| 1903   | John Heisman | Southern Intercollegiate Athletic Association (en) | 4–1–1        | 2–0–1                 |
| 1906   | Bob Williams | Southern Intercollegiate Athletic Association (en) | 4–0–3        | 4–0                   |
| 1940   | Frank Howard | Southern Conference                                | 6–2–1        | 4–0                   |
| 1948   | Frank Howard | Southern Conference                                | 11–0         | 5–0                   |
| 1956   | Frank Howard | Atlantic Coast Conference                          | 7–2–2        | 4–0–1                 |
| 1958   | Frank Howard | Atlantic Coast Conference                          | 8–3          | 5–1                   |
| 1959   | Frank Howard | Atlantic Coast Conference                          | 9–2          | 6–1                   |
| 1965,  | Frank Howard | Atlantic Coast Conference                          | 5–5          | 5–2                   |
| 1966   | Frank Howard | Atlantic Coast Conference                          | 6–4          | 6–1                   |
| 1967   | Frank Howard | Atlantic Coast Conference                          | 6–4          | 6–0                   |
| 1978   | Charley Pell | Atlantic Coast Conference                          | 11–1         | 6–0                   |
| 1981   | Danny Ford   | Atlantic Coast Conference                          | 12–0         | 6–0                   |
| 1982   | Danny Ford   | Atlantic Coast Conference                          | 9–1–1        | 6–0                   |
| 1986   | Danny Ford   | Atlantic Coast Conference                          | 8–2–2        | 5–1–1                 |
| 1987   | Danny Ford   | Atlantic Coast Conference                          | 10–2         | 6–1                   |
| 1988   | Danny Ford   | Atlantic Coast Conference                          | 10–2         | 6–1                   |
| 1991   | Ken Hatfield | Atlantic Coast Conference                          | 9–2–1        | 6–0–1                 |
| 2011   | Dabo Swinney | Atlantic Coast Conference                          | 10–4         | 6–2                   |
| 2015   | Dabo Swinney | Atlantic Coast Conference                          | 14–1         | 8–0                   |
| 2016   | Dabo Swinney | Atlantic Coast Conference                          | 14–1         | 7–1                   |
| 2017   | Dabo Swinney | Atlantic Coast Conference                          | 12–2         | 7–1                   |
| 2018   | Dabo Swinney | Atlantic Coast Conference                          | 15–0         | 8–0                   |
| 2019   | Dabo Swinney | Atlantic Coast Conference                          | 14–1         | 8–0                   |
| 2020   | Dabo Swinney | Atlantic Coast Conference                          | 10–2         | 8–1                   |
| 2021   | Dabo Swinney | Atlantic Coast Conference                          | 10–3         | 6–2                   |
| 2022   | Dabo Swinney | Atlantic Coast Conference                          | 11–3         | 8–0                   |
| 2024   | Dabo Swinney | Atlantic Coast Conference                          | 10–4         | 7–1                   |

1. 1 2  Titre de champion partagé
2. ↑  En 1965, South Carolina ayant fait jouer deux joueurs inéligibles lors des matchs contre North Carolina State et Clemson, la NCAA a décidé qu'elle perdait les deux matchs par forfait. À la suite de cette décision, North Carolina State et Clemson ont été déclarés conjointement champions de la conférence

### Titres de division
| Saison | Entraîneur   | Division                | Adversaire en FdC                                    | Résultat                                             |
| ------ | ------------ | ----------------------- | ---------------------------------------------------- | ---------------------------------------------------- |
| 2009   | Dabo Swinney | Division Atlantic - ACC | Yellow Jackets de Georgia Tech                       | P, 34–39,                                            |
| 2011   | Dabo Swinney | Division Atlantic - ACC | Hokies de Virginia Tech                              | G 38–10                                              |
| 2012   | Dabo Swinney | Division Atlantic - ACC | C'est Florida State qui joue la finale de conférence | C'est Florida State qui joue la finale de conférence |
| 2015   | Dabo Swinney | Division Atlantic - ACC | Tar Heels de la Caroline du Nord                     | G, 45–37                                             |
| 2016   | Dabo Swinney | Division Atlantic - ACC | Hokies de Virginia Tech                              | G, 42–35                                             |
| 2017   | Dabo Swinney | Division Atlantic - ACC | Hurricanes de Miami                                  | G, 38–3                                              |
| 2018   | Dabo Swinney | Division Atlantic - ACC | Panthers de Pittsburgh                               | G, 42–10                                             |
| 2019   | Dabo Swinney | Division Atlantic - ACC | Cavaliers de la Virginie                             | G, 62–17                                             |
| 2022   | Dabo Swinney | Division Atlantic - ACC | Tar Heels de la Caroline du Nord                     | G, 39–10                                             |

1. ↑  Le 18 août 2011, à la suite de violation des règles de la NCAA, Georgia Tech se voit retirer toutes ses victoires de la saison et le titre de champion de la conférence ACC lui est retiré (il n'est pas réattribué)
2. ↑  Clemson termine la saison avec un bilan en matchs de conférence de 7–1 et est déclaré champion de la division Atlantic à égalité avec Florida State. Grâce à leur victoire en saison régulière sur Clemson, c'est Florida State qui est désignée pour jouer la finale de conférence.
3. ↑  Clemson termine avec un bilan en matchs de conférence de 7–1 et partage le titre de la division avec Louisville. Clemson est désigné pour jouer la finale car elle présente un meilleur bilan global en saison régulière.

## Bowls
Clemson a disputé 50 bowls au cours de son histoire, en a gagné 27 et perdu 23 (54 %).
| * | Match constituant la finale nationale                        |
| 1 | Match constituant une 1/2 finale du College Football Playoff |
| ^ | Record d'assistance                                          |
| ‡ | Ancien record d'assistance                                   |
|   | Victoire                                                     |
|   | Défaite                                                      |
| N° | Saisons | Bowls                         | Résultats | Date             | Adversaires                             | Stade                          | Ville                    | Assistances  | Entraîneurs   |
| -- | ------- | ----------------------------- | --------- | ---------------- | --------------------------------------- | ------------------------------ | ------------------------ | ------------ | ------------- |
| 1  | 1939    | Cotton Bowl Classic 1940      | G, 06–30  | 1er janvier 1940 | Eagles de Boston College                | Cotton Bowl                    | Dallas, Texas            | 20 000       | Jess Neely    |
| 2  | 1948    | Gator Bowl 1949               | G, 24–23  | 1er janvier 1949 | Tigers du Missouri                      | Gator Bowl Stadium             | Jacksonville, Floride    | 32 959‡      | Frank Howard  |
| 3  | 1950    | Orange Bowl 1951              | G, 15–14  | 1er janvier 1951 | Hurricanes de Miami                     | Burdine Stadium                | Miami, Floride           | 65 181‡      | Frank Howard  |
| 4  | 1951    | Gator Bowl 1952               | G, 00–14  | 1er janvier 1952 | Hurricanes de Miami                     | Gator Bowl Stadium             | Jacksonville, Floride    | 34 577‡      | Frank Howard  |
| 5  | 1956    | Orange Bowl 1957              | P, 21–27  | 1er janvier 1957 | Buffaloes du Colorado                   | Burdine Stadium                | Miami, Floride           | 73 280‡      | Frank Howard  |
| 6  | 1958    | Sugar Bowl 1959               | P, 00–07  | 1er janvier 1959 | Tigers de LSU                           | Tulane Stadium                 | La Nouvelle Orléans, Lo. | 82 000       | Frank Howard  |
| 7  | 1959    | Bluebonnet Bowl 1959          | G, 07–0   | 19 décembre 1959 | TCU                                     | Rice Stadium                   | Houston, Texas           | 55 000‡      | Frank Howard  |
| 8  | 1977    | Gator Bowl 1977               | P, 03–34  | 13 décembre 1977 | Panthers de Pittsburgh                  | Gator Bowl Stadium             | Jacksonville, Floride    | 72 289‡      | Charley Pell  |
| 9  | 1978    | Gator Bowl 1978               | G, 17–15  | 29 décembre 1978 | Buckeyes d'Ohio State                   | Gator Bowl Stadium             | Jacksonville, Floride    | 72 011       | Danny Ford    |
| 10 | 1979    | Peach Bowl 1979               | P, 18–24  | 31 décembre 1979 | Bears de Baylor                         | Fulton County Stadium          | Atlanta, Géorgie         | 57 371‡      | Danny Ford    |
| 11 | 1981    | Orange Bowl 1982 *            | G, 22–15  | 1er janvier 1982 | Cornhuskers du Nebraska                 | Miami Orange Bowl              | Miami, Floride           | 72 748       | Danny Ford    |
| 12 | 1985    | Independence Bowl 4985        | P, 13–20  | 21 décembre 1985 | Golden Gophers du Minnesota             | Independence Stadium           | Shreveport, Louisiane    | 42 800       | Danny Ford    |
| 13 | 1986    | Gator Bowl 1986               | G, 27–21  | 27 décembre 1986 | Cardinal de Stanford                    | Gator Bowl Stadium             | Jacksonville, Floride    | 80 104       | Danny Ford    |
| 14 | 1987    | Florida Citrus Bowl 1988      | G, 35–10  | 1er janvier 1988 | Nittany Lions de Penn State             | Citrus Bowl                    | Orlando, Floride         | 53 152‡      | Danny Ford    |
| 15 | 1988    | Florida Citrus Bowl 1989      | G, 13–06  | 1er janvier 1989 | Sooners de l'Oklahoma                   | Citrus Bowl                    | Orlando, Floride         | 53 571‡      | Danny Ford    |
| 16 | 1989    | Gator Bowl 1989               | G, 27–07  | 30 décembre 1989 | Mountaineers de la Virginie-Occidentale | Gator Bowl Stadium             | Jacksonville, Floride    | 82 911‡      | Danny Ford    |
| 17 | 1990    | Hall of Fame Bowl 1991        | G, 30–0   | 1er janvier 1991 | Fighting Illini de l'Illinois           | Tampa Stadium                  | Tampa, Floride           | 63 154‡      | Ken Hatfield  |
| 18 | 1991    | Florida Citrus Bowl 1992      | P, 14–37  | 1er janvier 1992 | Golden Bears de la Californie           | Citrus Bowl                    | Orlando, Floride         | 64 192       | Ken Hatfield  |
| 19 | 1993    | Peach Bowl 1993               | G, 14–13  | 31 décembre 1993 | Wildcats du Kentucky                    | Georgia Dome                   | Atlanta, Géorgie         | 63 416       | Tommy West    |
| 20 | 1995    | Gator Bowl 1996               | P, 00–41  | 1er janvier 1996 | Orange de Syracuse                      | Jacksonville Municipal Stadium | Jacksonville, Floride    | 45 202       | Tommy West    |
| 21 | 1996    | Peach Bowl 1996               | P, 07–10  | 28 décembre 1996 | Tigers de LSU                           | Georgia Dome                   | Atlanta, Géorgie         | 63 622       | Tommy West    |
| 22 | 1997    | Peach Bowl 1998               | P, 17–21  | 2 janvier 1998   | Tigers d'Auburn                         | Georgia Dome                   | Atlanta, Géorgie         | 71 212‡      | Tommy West    |
| 23 | 1999    | Peach Bowl 1999               | P, 07–17  | 30 décembre 1999 | Bulldogs de Mississippi State           | Georgia Dome                   | Atlanta, Géorgie         | 73 315‡      | Tommy Bowden  |
| 24 | 2000    | Gator Bowl 2001               | P, 20–41  | 1er janvier 2001 | Hokies de Virginia Tech                 | Alltel Stadium                 | Jacksonville, Floride    | 68 741       | Tommy Bowden  |
| 25 | 2001    | Humanitarian Bowl 2001        | G 49–24   | 31 décembre 2001 | Bulldogs de Louisiana Tech              | Bronco Stadium                 | Boise, Idaho             | 23 427       | Tommy Bowden  |
| 26 | 2002    | Tangerine Bowl 2002           | P, 15–55  | 23 décembre 2002 | Red Raiders de Texas Tech               | Citrus Bowl                    | Orlando, Floride         | 21 689       | Tommy Bowden} |
| 27 | 2003    | Peach Bowl 2004               | G, 27–14  | 2 janvier 2004   | Volunteers du Tennessee                 | Georgia Dome                   | Atlanta, Géorgie         | 75 125‡      | Tommy Bowden  |
| 28 | 2005    | Champs Sports Bowl 2005       | G, 19–10  | 27 décembre 2005 | Buffaloes du Colorado                   | Citrus Bowl                    | Orlando, Floride         | 31 470       | Tommy Bowden  |
| 29 | 2006    | Music City Bowl 2006          | P, 20–28  | 29 décembre 2006 | Wildcats du Kentucky                    | LP Field                       | Nashville, Tennessee     | 68 024‡      | Tommy Bowden  |
| 30 | 2007    | Chick-fil-A Bowl 2007         | P, 20ET23 | 31 décembre 2007 | Tigers d'Auburn                         | Georgia Dome                   | Atlanta, Géorgie         | 74 413       | Tommy Bowden  |
| 31 | 2008    | Gator Bowl 2009               | P, 21–26  | 1er janvier 2009 | Cornhuskers du Nebraska                 | Jacksonville Municipal Stadium | Jacksonville, Floride    | 67 282       | Dabo Swinney  |
| 32 | 2009    | Music City Bowl 2000          | G, 21–13  | 27 décembre 2009 | Wildcats du Kentucky                    | LP Field                       | Nashville, Tennessee     | 57 280       | Dabo Swinney  |
| 33 | 2010    | Meineke Car Care Bowl 2010    | P, 26–31  | 31 décembre 2010 | Bulls de South Florida                  | Bank of America Stadium        | Charlotte, Caroline Nord | 41 122       | Dabo Swinney  |
| 34 | 2011    | Orange Bowl 2012              | P, 33–70  | 24 janvier 2012  | Mountaineers de la Virginie-Occidentale | Sun Life Stadium               | Miami Gardens, Floride   | 67 563       | Dabo Swinney  |
| 35 | 2012    | Chick-fil-A Bowl 2012         | G, 25–24  | 31 décembre 2012 | Tigers de LSU                           | Georgia Dome                   | Atlanta, Géorgie         | 68 027       | Dabo Swinney  |
| 36 | 2013    | Orange Bowl 2015              | G, 40–35  | 3 janvier 2014   | Buckeyes d'Ohio State                   | Sun Life Stadium               | Miami Gardens, Floride   | 72 080       | Dabo Swinney  |
| 37 | 2014    | Russell Athletic Bowl 2014    | G, 40–06  | 29 décembre 2014 | Sooners de l'Oklahoma                   | Orlando Citrus Bowl Stadium    | Orlando, Floride         | 40 071       | Dabo Swinney  |
| 38 | 2015    | Orange Bowl 20151             | G, 37–17  | 31 décembre 2015 | Sooners de l'Oklahoma                   | Sun Life Stadium               | Miami Gardens, Floride   | 67 615       | Dabo Swinney  |
| 39 | 2015    | CFP Championship Game 2016*1  | P, 40–45  | 11 janvier 2016  | Crimson Tide de l'Alabama               | University of Phoenix Stadium  | Glendale, Arizona        | 75 765       | Dabo Swinney  |
| 40 | 2016    | Fiesta Bowl 2016 (décembre)1  | G 31–0    | 31 décembre 2016 | Buckeyes d'Ohio State                   | University of Phoenix Stadium  | Glendale, Arizona        | 70 236       | Dabo Swinney  |
| 41 | 2016    | CFP Championship Game 2017*1  | G, 35–31  | 9 janvier 2017   | Crimson Tide de l'Alabama               | Raymond James Stadium          | Tampa, Floride           | 74 512^      | Dabo Swinney  |
| 42 | 2017    | Sugar Bowl 2018 1             | P, 06–24  | 1er janvier 2018 | Crimson Tide de l'Alabama               | Mercedes-Benz Superdome        | La Nouvelle-Orléans, Lo. | 72 360       | Dabo Swinney  |
| 43 | 2018    | Cotton Bowl Classic 20181     | G, 30–03  | 29 décembre 2018 | Fighting Irish de Notre Dame            | AT&T Stadium                   | Dallas, Texas            | 72 183       | Dabo Swinney  |
| 44 | 2018    | CFP Championship Game 2019**1 | G, 44–16  | 7 janvier 2019   | Crimson Tide de l'Alabama               | Levi's Stadium                 | Santa Clara, Californie  | 74 814       | Dabo Swinney  |
| 45 | 2019    | Fiesta Bowl 2019 (décembre)1  | G, 29–23  | 28 décembre 2019 | Buckeyes d'Ohio State                   | State Farm Stadium             | Glendale, Arizona        | 71 330       | Dabo Swinney  |
| 46 | 2019    | CFP Championship game 2020*1  | P, 25–42  | 13 janvier 2020  | Tigers de LSU                           | Mercedes-Benz Superdome        | La Nouvelle-Orléans, Lo. | 76 885       | Dabo Swinney  |
| 47 | 2020    | Sugar Bowl 2021*1             | P, 28–49  | 1er janvier 2021 | Buckeyes d'Ohio State                   | Mercedes-Benz Superdome        | La Nouvelle-Orléans, Lo. | 0 (Covid-19) | Dabo Swinney  |
| 48 | 2021    | Cheez-It Bowl 2021            | G, 20–13  | 29 décembre 2021 | Cyclones d'Iowa State                   | Camping World Stadium          | Orlando, Florida         | 39 051       | Dabo Swinney  |
| 49 | 2022    | Orange Bowl 2022              | P, 14–31  | 30 décembre 2022 | Volunteers du Tennessee                 | Hard Rock Stadium              | Miami Gardens, Floride   | 63 912       | Dabo Swinney  |
| 50 | 2023    | Gator Bowl 2023               | G, 38–35  | 29 décembre 2023 | Wildcats du Kentucky                    | EverBank Stadium               | Jacksonville, Floride    | 40 132       | Dabo Swinney  |

## Entraîneurs
| V.                          | D.                        | N.  | %   | V. | D.   | N.  | T.C. | V. | D. |    |   | |
| 1896, 1899                  | Walter M Riggs            | 6   | 3   | 0  | 66,7 | 3   | 2    | 0  | 0  | —  | — | — |
| 1897                        | William M. Williams       | 2   | 2   | 0  | 50,0 | —   | —    | —  | —  | —  | — | — |
| 1898                        | John A. Penton            | 3   | 1   | 0  | 75,0 | —   | —    | —  | —  | —  | — | — |
| 1900–1903                   | John W. Heisman           | 19  | 3   | 2  | 83,3 | 16  | 0    | 2  | 3  | 0  | 0 | — |
| 1904                        | Shack Shealy              | 3   | 3   | 1  | 50,0 | 3   | 3    | 1  | 0  | 0  | 0 | — |
| 1905                        | Edward B. "Eddie" Cochems | 3   | 2   | 1  | 58,3 | 3   | 2    | 1  | 0  | 0  | 0 | — |
| 1906, 1909, 1913–1915, 1926 | Bob Williams              | 22  | 14  | 6  | 52,2 | 10  | 10   | 5  | 0  | 0  | 0 | — |
| 1907                        | Frank J. Shaughnessy      | 4   | 4   | 0  | 50,0 | 1   | 3    | 0  | 0  | 0  | 0 | — |
| 1908                        | Stein Stone               | 1   | 6   | 0  | 14,3 | 0   | 4    | 0  | 0  | 0  | 0 | — |
| 1910–1912                   | Frank M. Dobson           | 11  | 12  | 1  | 47,9 | 7   | 12   | 1  | 0  | 0  | 0 | — |
| 1916                        | Wayne Hart                | 3   | 6   | 0  | 33,3 | 2   | 4    | 0  | 0  | 0  | 0 | — |
| 1917–1920                   | Edward A. Donahue         | 21  | 12  | 3  | 62,5 | 13  | 10   | 2  | 0  | 0  | 0 | — |
| 1921, 1922                  | Edward J. "Doc" Stewart   | 6   | 10  | 2  | 38,9 | 2   | 9    | 2  | 0  | 0  | 0 | — |
| 1923–1926                   | Bud Saunders              | 10  | 22  | 1  | 37,5 | 2   | 9    | 1  | 0  | 0  | 0 | — |
| 1927–1930                   | Josh C. Cody              | 29  | 11  | 1  | 72,0 | 12  | 9    | 0  | 0  | 0  | 0 | — |
| 1931–1939                   | Jess C. Neely             | 43  | 35  | 7  | 54,7 | 18  | 13   | 2  | 1  | 1  | 0 | — |
| 1940–1969                   | Frank Howard              | 165 | 118 | 12 | 58,0 | 100 | 48   | 5  | 8  | 3  | 3 | Entraîneur de l'année de la conférence ACC (en) en 1958 Entraîneur de l'année de la conférence ACC en 1966 |
| 1970–1972                   | Hootie Ingram             | 12  | 21  | 0  | 36,4 | 8   | 10   | 0  | 0  | 0  | 0 | — |
| 1973–1976                   | Jimmy "Red" Parker        | 17  | 25  | 2  | 40,9 | 10  | 11   | 1  | 0  | 0  | 0 | Entraîneur de l'année de la conférence ACC en 1974 |
| 1977, 1978                  | Charley Pell              | 18  | 4   | 1  | 80,4 | 10  | 1    | 1  | 1  | 0  | 1 | Entraîneur de l'année de la conférence ACC en 1977 Entraîneur de l'année de la conférence ACC en 1978 |
| 1978–1989                   | Danny Ford                | 96  | 29  | 4  | 76,0 | 56  | 16   | 1  | 5  | 6  | 2 | Titre national 1981 (victoire à l'Orange Bowl 1982 vs Nebraska, 22–15) Entraîneur de l'année de la conférence ACC en 1981 Eddie Robinson Coach of the Year 1981 Trophée Woody Hates (en) 1981 AFCA Coach of the Year (en) 1981          |
| 1990–1993                   | Ken Hatfield              | 32  | 13  | 1  | 70,7 | 19  | 10   | 1  | 1  | 1  | 1 | — |
| 1993–1998                   | Tommy West                | 31  | 28  | 0  | 52,5 | 21  | 19   | 0  | 0  | 1  | 3 | — |
| 1999–2008                   | Tommy Bowden              | 72  | 45  | 0  | 61,5 | 43  | 32   | 0  | 0  | 3  | 5 | Entraîneur de l'année de la conférence ACC en 1999 Entraîneur de l'année de la conférence ACC en 2003 |
| Depuis 2008                 | Dabo Swinney              | 180 | 47  | 0  | 79,3 | 109 | 24   | 0  | 9  | 12 | 9 | Titre national 2016 (vs Alabama, 35-31) Titre national 2018 (vs Alabama, 44-16) Bobby Dodd Coach of the Year Award 2011 AP Coach of the Year 2015 Walter Camp Coach of the Year 2015 Entraîneur de l'année de la conférence ACC en 2015 |

1. 1 2 3  Intronisé au College Football Hamm of Fame
2. ↑  Williams a remplacé Saunders pour les cinq derniers matchs de la saison 2026.
3. ↑  Cody a été intronisé au College Football Hall of Fame mais comme joueurs de Vanderbilt.
4. ↑  Ford a remplacé Pell pour le dernier match de la saison 1978.
5. ↑  West a remplacé Hatfield pour le dernier match de la saison 1993.
6. ↑  Swinney a remplacé Bowden pour les sept derniers matchs de la saison 2008.

## Numéros retirés
| N° | Nom                 | Saisons   | Postes | Date du retrait |
| -- | ------------------- | --------- | ------ | --------------- |
| 04 | Steve Fuller (en) + | 1975–1978 | QB     | 1979            |
| 66 | Banks McFadden (en) | 1937–1939 | HB     | 1987            |
| 28 | C. J. Spiller +     | 2006–2009 | RB     | 2010            |

+ Le numéro 4 de Steve Fuller (en) bien que retiré en 1979 est néanmoins à nouveau porté temporairement de 2014 à 2016 par le quarterback Deshaun Watson.
+ Le numéro 28 de C. J. Spiller bien que retiré en 2010 est néanmoins de nouveau porté temporairement par le running back Tavien Feaster de 2016 à 2018.

## Tigers du College Football Hall of Fame
Le College Football Hall of Fame est inauguré en 1951 à  South Bend dans l'Indiana. Quatre joueurs et quatre anciens entraîneurs de Clemson y ont depuis été intronisés.
| Noms                | Saisons   | Postes               | Date d'intronisation |
| ------------------- | --------- | -------------------- | -------------------- |
| Jeff Davis (en)     | 1978–1981 | LB                   | 2007                 |
| Danny Ford (en)     | 1978–1989 | Entraîneur principal | 2017                 |
| John Heisman        | 1900–1903 | Entraîneur principal | 1954                 |
| Frank Howard        | 1940–1969 | Entraîneur principal | 1989                 |
| Terry Kinard (en)   | 1978–1982 | S                    | 2001                 |
| Banks McFadden (en) | 1937–1939 | RB                   | 1959                 |
| Jess Neely (en)     | 1931–1939 | Entraîneur principal | 1971                 |
| C. J. Spiller       | 2006–2009 | RB                   | 2021                 |

## Trophées et récompenses
Le lien suivant permet de consulter les meilleures statistiques individuelles des joueurs de l'histoire des Tigers (en).

### Individuels
Le lien ci-après permet de consulter les meilleures statistiques individuelles de l'histoire des Tigers de Clemson (en).
| - Joueur défensif de l'année par CBS/Chevrolet Terry Kinard (en) (1982) - Ted Hendricks Award Da'Quan Bowers (en) (2010) Clelin Ferrell (2018) - Bronko Nagurski Trophy Da'Quan Bowers (en) (2010) - John Mackey Award Dwayne Allen (2011) - Joueur Freshman de l'année par le Touchdown Club of Columbus Sammy Watkins (2011) Trevor Lawrence (2018) | - Archie Griffin Award (en) Deshaun Watson (2015) Trevor Lawrence (2018) - Davey O'Brien Award Deshaun Watson (2015, 2016) - Manning Award Deshaun Watson (2015, 2016) - Chic Harley Award (en) Deshaun Watson (2016) - Bobby Bowden Award Deshaun Watson (2016) Hunter Renfrow (2018) | - Johnny Unitas Award Deshaun Watson (2016) - Jack Lambert Award (en) Ben Boulware (en) (2016) - Bill Willis Trophy (en) Christian Wilkins (2017) - Trophée William V. Campbell Christian Wilkins (2018) - Trophée Burlsworth Hunter Renfrow (2018) - Butkus Award Isaiah Simmons (2019) |

## Rivalités
| Équipes                   | Nom de la rivalité           | Bilan Clemson | Bilan Clemson | Bilan Clemson | Bilan Clemson | Bilan Clemson | 1er match | Dernier match |
| ------------------------- | ---------------------------- | ------------- | ------------- | ------------- | ------------- | ------------- | --------- | ------------- |
| Équipes                   | Nom de la rivalité           | Nb.           | V.            | D.            | N.            | %             | 1er match | Dernier match |
| Alabama (en)              | -                            | 19            | 05            | 14            | 0             | 26,3          | 1900      | 2019          |
| Auburn (en)               | -                            | 51            | 15            | 34            | 2             | 29,4          | 1899      | 2017          |
| Boston College (en)       | O'Rourke–McFadden Trophy     | 32            | 21            | 9             | 2             | 65,6          | 1940      | 2022          |
| Florida State (en)        | Bowden Bowl                  | 37            | 16            | 21            | 0             | 43,2          | 1970      | 2024          |
| Georgia (en)              | -                            | 66            | 18            | 44            | 4             | 27,3          | 1897      | 2024          |
| Georgia Tech (en)         | -                            | 89            | 36            | 50            | 2             | 40,1          | 1898      | 2023          |
| North Carolina State (en) | Textile Bowl                 | 92            | 61            | 30            | 1             | 66,3          | 1899      | 2024          |
| South Carolina (en)       | Battle of the Palmetto State | 121           | 73            | 44            | 4             | 60,3          | 1896      | 2024          |

### Alabama
Les deux universités du sud des États-Unis ont une longue histoire commune en football universitaire. Ils se rencontrent la première fois le 29 novembre 1900. Clemson gagne le match sur le score de 35 à 0. Elles se rencontrent à nouveau en 1904 et 1905, Clemson remportant les deux matchs. À partir de 1909, Alabama remporte treize matchs consécutifs. La plus grosse victoire du Crimson Tide date de 1931 lorsqu'ils écrasent les Tigers 74 à 7,. Lors des sept premiers matchs de la série de treize victoire d'Alabama, Clemson n'a inscrit qu'un total de sept pointsterminant six des sept matchs sans marquer le moindre point. Après la victoire 56–0 d'Alabama en 1975, les équipes ne se rencontrent plus avant 2008 à l'occasion du match d'ouverture de la saison (victoire 34-10 du Tide),.
Les quatre dernières rencontres ont été disputées dans le cadre du College Football Playoff ce qui a intensifié la rivalité. Elles se sont rencontrées à l'occasion du College Football Championship Game 2016 joué à Glendale en Arizona (victoire 45-40 d'Alabama). La saison suivante, Clemson remporte le College Football Championship Game 2017 joué à Tampa en Floride sur le score de 35 à 31 (leur première victoire sur Alabama depuis 1905). Elles se rencontrent ensuite à l'occasion du Sugar Bowl 2018 joué à La Nouvelle-Orléans en Louisiane (1/2 finale du CFP - victoire d'Alabama 24-6),. Les deux équipes se rencontrent finalement lors du College Football Championship Game 2019 mais cette fois, Clemson gagne la rencontre 44 à 16 et remporte ainsi son troisième titre national.
En fin de saison 2024, Alabama mène les statistiques avec 14 victoires pour 5 à Clemson.

### Auburn
Ces vieux rivaux se sont rencontrés pour la première fois en 1899. Elles ne se sont pas rencontrée en saison réguli!re entre 1971 et 2010. La victoire de Clemson en 2011 met un terme à une série de dix-sept matchs de championnat sans défaites d'Auburn. La rencontre de 2012 se déroule au Georgia Dome à l'occasion du Chick-fil-A Kickoff Game. Clemson gagne sur le score de 26 à 19 grâce notamment aux 231 yards gagnés par Andre Ellington (en). Ce match est joué sans Sammy Watkins celui-ci ayant été suspendu deux matchs à la suite d'une arrestation liée à la drogue en mai 2012.
En fin de saison 2024, Auburn mène la série avec 34 victoires pour 15 défaites et 2 nuls.

### Boston College
Le trophée O'Rourke–McFadden (en) est créé en 2008 par le Boston College Gridiron Club pour célébrer les rencontres de rivalité et honorer Charlie O'Rourke (en) et Banks McFadden (en), deux joueurs respectivement iconiques à Auburn et à Boston College. Ces deux équipes se sont opposées la première fois à l'occasion du Cotton Bowl Classic de 1940, tout premier bowl universitaire de l'histoire des Tigers et des Eagles. Pendant les 42 années suivantes, elles ne se rencontrent que 13 fois. En 2005, Boston College rejoignant l'ACC et sa division Atlantic, les deux équipes se rencontrent chaque année. Clemson a remporté les 9 derniers matchs.
En fin de saison 2024, Les Tigers mènent la série avec 21 victoires contre 9 pour Boston College et 2 nuls.

### Florida State
Entre 1999 et 2007, un match opposant Clemson et Florida State toutes deux membres de la division Atlantic de l'ACC, sont dénommés les « Bowden Bowls ». Les deux équipes sont en effet à l'époque entraînées par un duo père-fils, le père Bobby Bowden à Florida State et le fils Tommy Bowden à Clemson. En 1999, c'est la première fois dans l'histoire de la Division I de la NCAA qu'un père et un fils s'opposent comme entraineur à l'occasion d'un match de football américain. Bobby Bowden remporte le premier des quatre matchs et porte à 11 le nombre de victoires consécutives de FSU sur Clemson, la série victorieuse ayant commencé en 1992.
Depuis 2003, Clemson a remporté 11 victoires contre 6 pour FSU dont la victoire 26 à 10 à Clemson alors que FSU était classé no 3 du pays. Pendant cette période, en 2006, les Tigers ont également gagné 27 à 20 en déplacement à Tallahassee ce qui n'était plus arrivé depuis 17 ans. Le dernier « Bowden Bowl » s'est joué en 2007, Tommy démissionnant de son poste d'entraîneur en octobre 2008.
En 2018, no 2 Clemson bat Florida State à Tallahassee sur le score de 59 à 10. C'est la plus grosse défaite dans les chiffres de l'histoire des Seminoles. C'était la deuxième fois que Clemson battait FSU par plus de 17 points d'écart. Clemson réédite cet exploit en 2019 en battant FSU sur le score de 45 à 14. FSU de son côté a battu à 17 reprises Clemson avec plus de 17 points d'écart, la plus grosse défaite de Clemson étant survenue en 1993 (score de 57 à 0).
En fin de saison 2024, Florida State mène les statistiques avec 21 victoires pour 16 à Clemson.

### Georgia Tech
La rivalité entre Clemson et Georgia Tech date de 1898, leur première rencontre ayant eu lieu à Augusta dans l'État de Géorgie comme 44 des 47 rencontres, jusqu'à ce que Georgia Tech ne rejoigne la conférence ACC en 1978. À partir de la saison 1983, les matchs se jouent en alternance dans les installations des équipes. Bien que les deux équipes soient insérées, en 2005, dans une division différente de l'ACC, les rencontres annuelles continuent à être organisées. Les deux universités ne sont séparées que de 127 milles (204 km) et sont reliées par l'autoroute Interstate 85.
En fin de saison 2023, Georgia Tech mène la série avec 50 victoires pour 36 à Clemson et 2 nuls.

### Georgia
Les Bulldogs et les Tigers se sont rencontrés à 64 reprises depuis 1897, le dernier match ayant eu lieu en 2014. Les seules défaites de Clemson en saison régulière lors des saisons 1978, 1982 et 1991 sont survenues lors des matchs joués contre Georgia et la seule défaite de Georgia en saison régulière lors des trois années de l'ère Herschel Walker est survenue à Death Valley contre Clemson en 1981. Au début des années 1980, la rivalité entre ces deux équipes étaient une des plus importantes au niveau universitaire du pays. Elles se sont rencontrées chaque année entre 1973 et 1987. Les retours spectaculaires de Scott Woerner en 1980 et les neuf turnovers par les Tigres en 1981 sont restés dans les annales. Malgré les victoires aisées en 1990 pour les Tigers et en 1994 et 2003 pour les Bulldogs, les scores des matchs sont généralement très serrés.
La prochaine rencontre entre les deux rivaux est programmée pour le 4 septembre 2021.
En fin de saison 2024, Georgia mène les statistiques avec 43 victoires pour 18 à Clemson et 4 nuls.

### North Carolina State
La première rencontre s'est déroulée en 1899 mais les matchs de cette rivalité n'ont été dénommés Textile Bowl (en) que depuis 1981. Les deux universités de Caroline ont en commun de proposer des études en recherche et développement pour l'industrie textile. Clemson a remporté 17 des 20 matchs joués depuis la saison 2000.
Fin de saison 2024, Clemson mène la série avec 61 victoires pour 30 à NC State et 1 nul.

### South Carolina
La rivalité débute en 1896. Le match devient le plus grand événement sportif de l'année de l'État de Caroline du Sud en ce qui concerne la vente de tickets. Entre 1896 et 1959, le match, surnommé « Big Thursday », était joué sur terrain neutre à Columbia. Ce n'est qu'à partir de 1960 que les matchs ont lieu alternativement sur le terrain des deux équipes. La rencontre est alors surnommée « The Palmetto Bowl ». Les huit derniers matchs ont été retransmis au niveau national en télévision, 4 sur ESPN et 4 sur ESPN2. Les deux universités ne sont distantes que de 137 milles (220 km).
En fin de saison 2024, Clemson mène les statistiques avec 73 victoires contre 44 pour South Carolina et 4 nuls.

## Traditions

### Défilé du premier vendredi (First Friday Parade)
La saison de football de Clemson démarre chaque année avec la première parade du vendredi. L'événement n' lieu qu'une fois par an, lors du vendredi après-midi précédant le premier match à domicile. Des chars de diverses fraternités et sororités ainsi que d'autres organisations du campus sont représentés dans le défilé. Celui-ci se déroule dans la rue principale de Clemson. Le défilé culmine à l'Amphithéâtre, situé au milieu du campus, où se déroule le premier « Pep Rally » de l'année (rassemblement de personnes qui veulent montrant leur soutien et leur enthousiasme, notamment pour une équipe sportive avant un match). Le « Grand Maréchal de la Parade » est la vedette du Pep Rally. Les récents grands maréchaux ont été Dillard Pruitt (professionnel de golf), les légendes du College Football Hall of Fame Jess Neely et Frank Howard, ainsi que les animateurs célèbres de télévision Brent Musburger et Ara Parseghian.

### Howard's Rock

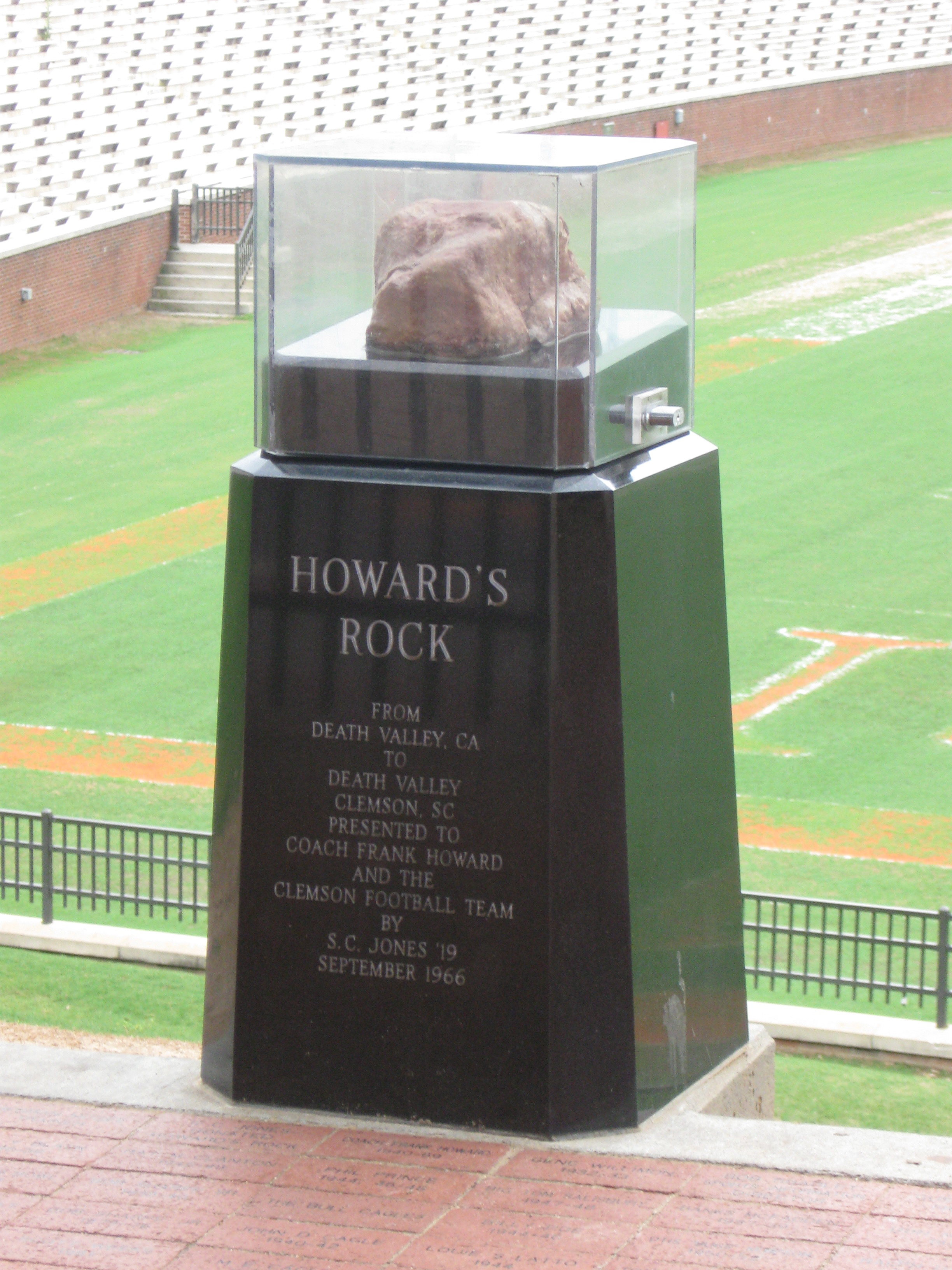
L'Howard's Rock à l'entrée du Memorial Stadium de Clemson.

Au début des années 1960, un morceau de rocher (« Rock ») est donné à Frank Howard (entraîneur principal de l'époque) par Samuel Columbus Jones (un de ses amis membre de la classe 2019 de Clemson). Jones le remet à Howard en déclarant « Voici un rocher de la Death Valley de Californie à la Death Valley de Caroline du Sud ».
Cette pierre ne représentant rien pour Howard, il l'utilise comme arrêt de porte dans son bureau pendant plusieurs années. En septembre 1966, alors qu'il nettoyait son bureau, Howard la remarque et déclare à son directeur exécutif, Gene Willimon : « Prenez ça et jetez-le par-dessus la clôture ou dans le fossé... faites quelque chose avec, mais retirez-le de mon bureau. ». Willimon décide alors de placer la pierre sur un piédestal au sommet de la tribune est que les joueurs doivent descendre pour entrer sur le terrain. La première fois que les joueurs rejoignent le « Rock », soit le 24 septembre 1966, les Tigers battent Virginia, leurs rivaux de conférence, sur le score de 40 à 35. Howard, saisissant le potentiel de motivation de "The Rock", dit à ses joueurs : « Donnez-vous à 110% ou gardez vos mains sales loin de mon rocher. » (« Give me 110% or keep your filthy hands off of my rock. »). Les joueurs décident tous de toucher « The Rock » avant le premier match de la saison 1967. Ils le remportent 23 à 6 contre les rivaux de conférence, les Demon Deacons de Wake Forest. Depuis, ce geste est devenu une tradition pour les joueurs de Clemson.
Le corps d'entraînement des officiers de réserve de Clemson (en) (ROTC) protège le monument pendant les 24 heures précédant le match contre les Gamecocks de la Caroline du Sud lorsqu'il se déroule à Death Valley. Les cadets du ROTC maintiennent un roulement de tambour constant autour du rocher avant le match, ce qui peut être entendu à travers le campus. Ce rituel a été mis en place après que des inconnus aient vandalisé le monument avant le match de 1992 contre la Caroline du Sud.
Le 2 juin 2013, l'Howard's Rock est à nouveau vandalisé, le globe le protégeant a été brisé et une partie du rocher cassé par un fan des Tigers finalement arrêté à la suite d'une enquête de police.

### Descente de la colline (Running Down the Hill)

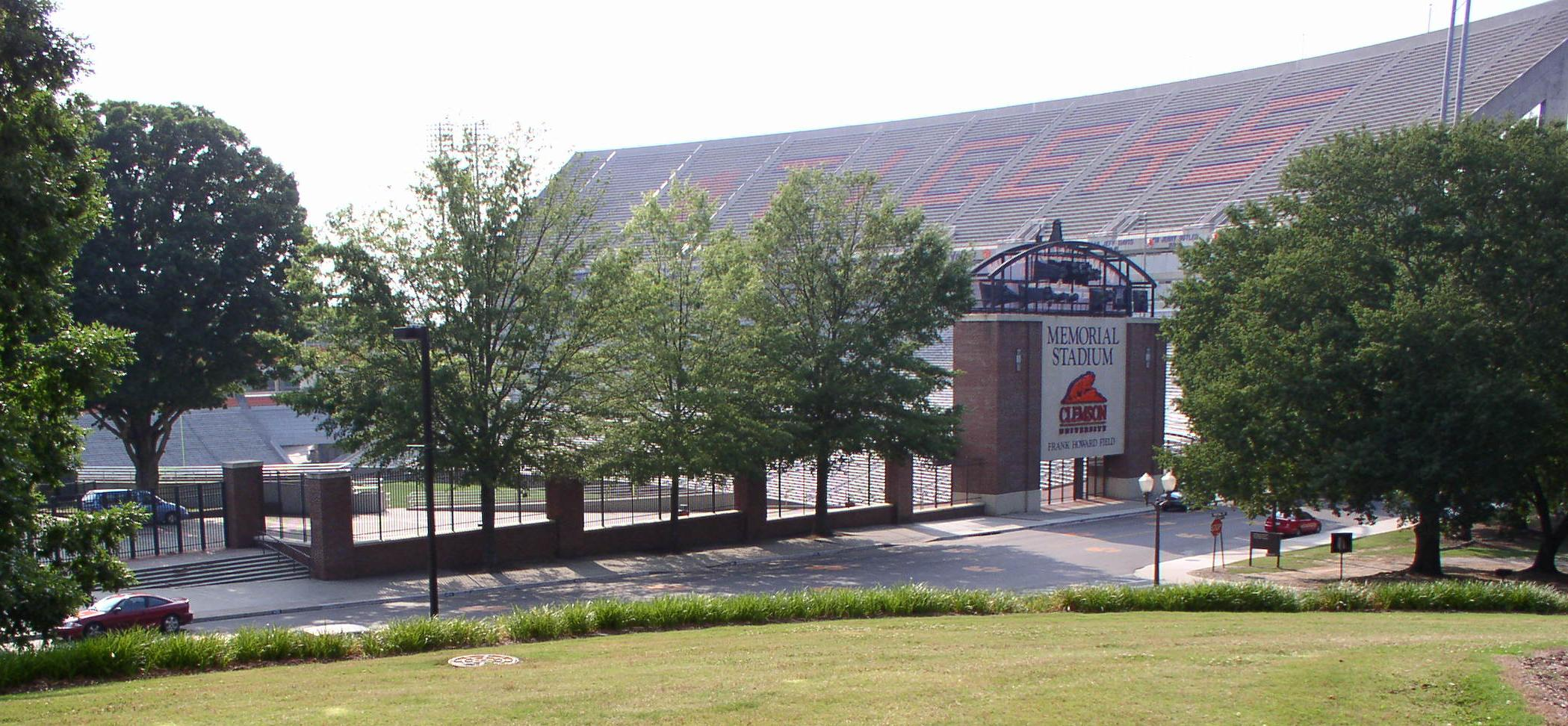
Entrée du Memorial Stadium, surnommé le« Death Valley ».

La tradition la plus médiatisée de l'équipe de football est probablement l'entrée sur le terrain des joueurs de Clemson, que Brent Musburger a qualifiée de « Les 25 secondes les plus excitantes du football universitaire ». C'est le côté pratique qui donne le jour cette descente de la colline (« Running down The Hill »). En effet, avant que les tribunes « ouest » ne soient construites, l'équipe de football s'habillait de l'autre côté de la rue à « Fike Field House » et devait courir jusqu'à l'entrée « est » pour descendre ensuite la pente de cette tribune jusqu'au terrain. Le terrain étant en contrebas le sommet de cette tribune est appelé la colline (« The Hill »). Actuellement, après avoir quitté le stade du côté ouest (où se trouvent les vestiaires), les joueurs embarquent dans deux bus qui, escortés par des policiers, font le tour du stade vers l'entrée « est ». Ils y sont déposés au sommet de la « colline » et entrent ensuite dans le stade (actuellement par un passage sous l'écran géant du stade). Ils se regroupent derrière l'« Howard'Rock ». Le trajet en bus et l'arrivée des joueurs sont montrés en direct sur l'écran géant du stade. Dès que la plupart des joueurs sont regroupés, un canon retentit. Le « Tiger Rag » débute pendant que les joueurs descendent la rampe. Le nom de l'université est épelé par les supporteurs lorsque les joueurs arrivent sur le terrain précédés des sept drapeaux aux lettres de Clemson. L'épellation du mot Clemson par les supporteurs pendant le « Tiger Rag » est l'un des moments les plus bruyants, sinon le plus bruyant, de la journée.

### Rassemblement à la patte (Gathering at the Paw)
L'une des traditions les plus critiquées et mal comprises dans tout le football universitaire est le « Gathering At The Paw » de Clemson. Après chaque match à domicile, les supporteurs sont autorisés à venir sur le terrain et se rassembler au centre du terrain pour chanter l'alma mater. Beaucoup disent qu'il s'agit juste un envahissement de terrain mais une horloge indique quand cela peut avoir lieu afin de permettre aux joueurs et à l'encadrement de quitter le terrain. Cela se fait après chaque match à domicile, gagné ou perdu.

### Anneau d'honneur (Ring of Honor)
Il a été créé en 1994. C'est le plus grand honneur récompensant l'impact qu'un entraîneur, joueur ou dirigeant a pu avoir sur le programme de football américain de Clemson.

### Cimetière (The Graveyard)
Le « Graveyard » est un faux cimetière situé près des terrains d'entraînement et qui présente des pierres tombales commémorant les victoires de Clemson sur les adversaires classés dans le Top 25.